# Thomsonisca mangiferae
Thomsonisca mangiferae is een vliesvleugelig insect uit de familie Encyrtidae. De wetenschappelijke naam is voor het eerst geldig gepubliceerd in 1994 door Sushil & Khan.